# 学校法人植草学園
学校法人植草学園（がっこうほうじんうえくさがくえん）は、千葉県千葉市中央区に本部を置く学校法人。

## 沿革

### 学校法人植草学園
- 1951年（昭和26年）財団法人を「学校法人植草学園」に組織変更。

### 植草文化服装専門学校
- 1904年（明治37年）「千葉和洋裁縫女学校」を千葉県千葉町（現在の千葉市中央区院内）に設立[1]。
- 1928年（昭和3年）千葉県内最初の「洋裁科」を設置。
- 1946年（昭和21年）戦禍により千葉市弁天町（現在の千葉市中央区弁天）に移転。
- 1948年（昭和23年）「千葉和洋裁縫女学校」を「植草文化服装学院」に改称。
- 1976年（昭和51年）「植草文化服装学院」を「植草文化服装専門学校」に改称。
- 1997年（平成9年）「植草文化服装専門学校」を廃止。

### 植草家政高等専修学校
- 1959年（昭和34年）「植草家政専門学院」を設立。
- 1964年（昭和39年）「千葉県立千葉東高等学校通信制課程」と連携し、双方で学べるよう、植草家政専門学院に「併修科」を設置。
- 1976年（昭和51年）「植草家政専門学院」を「植草家政高等専修学校」に改称。
- 1982年（昭和57年）「植草家政高等専修学校」を廃止。

### 植草幼児教育専門学校
- 1972年（昭和47年）「植草幼児教育専門学院」を設立。幼稚園教員養成機関・保母養成所の指定を受ける。幼稚園教諭（二種）・保母（現在の保育士）の資格が取得可能。
- 1976年（昭和51年）「植草幼児教育専門学院」を「植草幼児教育専門学校」に改称。
- 2008年（平成20年）「植草幼児教育専門学校」を廃止。（植草学園大学に抱合）

### 植草学園大学附属弁天こども園
- 1972年（昭和47年）「植草学園幼稚園」を設置。「植草学園幼稚園」を「植草幼児教育専門学院附属幼稚園」に改称。
- 2008年（平成20年）「植草学園大学」設置に伴い、「植草幼児教育専門学校附属幼稚園」を「植草学園大学附属弁天幼稚園」に改称。
- 2016年（平成28年）「植草学園大学附属弁天幼稚園」と「植草弁天保育園」を「幼保連携型認定こども園　植草学園大学附属弁天こども園」に移行。

### 植草学園大学附属美浜幼稚園
- 1977年（昭和52年）「植草幼児教育専門学校附属第二幼稚園」を千葉市高洲（現在の千葉市美浜区高洲）に設立。
- 2008年（平成20年）「植草学園大学」設置に伴い、「植草学園幼児教育専門学校附属第二幼稚園」を「植草学園大学附属美浜幼稚園」に改称。
- 2019年（令和元年）「植草学園大学附属美浜幼稚園」を「認定こども園　植草学園大学附属美浜幼稚園」に移行。令和3年度より園児募集停止。
- 2023年（令和5年）閉園。

### 植草弁天保育園
- 2009年（平成21年）「植草弁天保育園」を設置。
- 2016年（平成28年）「植草学園大学附属弁天幼稚園」と「植草弁天保育園」を「幼保連携型認定こども園　植草学園大学附属弁天こども園」に移行。

### 植草学園千葉駅保育園
- 2018年（平成30年）「植草学園千葉駅保育園」を設置。

### 植草学園このはの家
- 2019年（平成31年）「植草学園このはの家」（小規模保育事業）を設置。

### 植草学園大学附属高等学校
- 1979年（昭和54年）「文化女子高等学校」を設立。「普通科」を設置。
- 1985年（昭和60年）「文化女子高等学校」を「植草学園文化女子高等学校」に改称。
- 1990年（平成2年）「英語科」を設置。

- 2009年（平成21年）「植草学園大学」設置に伴い、「植草学園大学附属高等学校」に校名改称。
- 2013年（平成25年）「男女共学化（普通科特進コース、英語科）」スタート。

### 植草学園短期大学
- 1999年（平成11年）「植草学園短期大学」を設立[2]。「福祉学科　地域介護福祉専攻」「福祉学科　児童障害福祉専攻」を設置[2]。介護福祉士・保育士の資格が取得可能。
- 2001年（平成13年）「専攻科　児童障害福祉専攻」を設置。
- 2003年（平成15年）「専攻科　児童障害福祉専攻」を改組し、「専攻科　特別支援教育専攻」を設置。「福祉学科　児童障害福祉専攻」の教育課程を一部変更。幼稚園教諭（二種）養護学校教諭（二種）の資格が取得可能。
- 2008年（平成20年）「植草幼児教育専門学校」を抱合。
- 2009年（平成21年）「専攻科　介護福祉専攻」を設置。
- 2012年（平成24年）「植草学園短期大学介護福祉士実務者学校（通信課程）」を設置。
- 2014年（平成26年）「植草学園大学・植草学園短期大学特別支援教育研究センター」を開設。
- 2015年（平成27年）「植草学園大学・植草学園短期大学子育て支援・教育実践センター」を小倉キャンパス、弁天キャンパスに開設。
- 2020年（令和2年）「植草学園大学・植草学園短期大学教職・公務員支援センター」を開設。
- 2021年（令和3年）「福祉学科　地域介護福祉専攻」を廃止。「福祉学科」を「こども未来学科」に改称。
- 2023年（令和5年）「植草学園短期大学」の令和6年度入学生の募集停止を決定。

### 植草学園大学
- 2008年（平成20年）「植草学園大学」を設立[3]。「発達教育学部　発達支援教育学科」「保健医療学部　理学療法学科」を設置。「M棟（図書館棟）」完成。
- 2009年（平成21年）「植草学園大学相談支援センター」を開設。
- 2014年（平成26年）「植草学園大学・植草学園短期大学特別支援教育研究センター」を開設。
- 2015年（平成27年）「植草学園大学相談支援センター」を廃止。「植草学園大学・植草学園短期大学子育て支援・教育実践センター」を小倉キャンパス、弁天キャンパスに開設。
- 2020年（令和2年）「作業療法学専攻」設置に伴い、「保健医療学部　理学療法学科」を「保健医療学部　リハビリテーション学科」に改組。「植草学園大学・植草学園短期大学教職・公務員支援センター」を開設。

### 千葉県生涯大学校
- 2013年（平成25年）収益事業「千葉県生涯大学校」の指定管理者としての請負業開始。

### 千葉医療センター　つばき保育園
- 2017年（平成29年）収益事業「独立行政法人国立病院機構千葉医療センター院内保育所（つばき保育所）」（運営業務受託）開始。
- 2023年（令和5年）収益事業「独立行政法人国立病院機構千葉医療センター院内保育所（つばき保育所）」（運営業務受託）廃止。

## 本部所在地
- 千葉県千葉市中央区弁天2-8-9

## 併設教育機関
- 植草文化服装専門学校（廃止）
- 植草家政高等専修学校（廃止）
- 植草学園大学附属美浜幼稚園（閉園）
- 植草学園大学附属弁天こども園
- 植草学園千葉駅保育園
- 植草学園このはの家（小規模保育事業）
- 植草幼児教育専門学校（植草学園短期大学に抱合）
- 植草学園大学附属高等学校
- 植草学園短期大学
- 植草学園大学